# 田村未来
田村 未来（たむら みらい、1994年5月2日 - ）は、日本の元女子バスケットボール選手である。ニックネームはマナ。ポジションはガード。兵庫県出身。デンソーアイリスに所属していた。

## 来歴
姫路ミニでバスケを始め、琴陵中学校、聖カタリナ学園高校に進みインターハイ・ウィンターカップいずれも準優勝。
早稲田大学進学後にインカレ優勝。主将も務めた。
年代別日本代表としてU-18アジア選手権準優勝、U-19世界選手権8位を経験。
卒業後、デンソーに入社。
2017年、ユニバーシアード日本代表に選ばれ銀メダル獲得。
2020年引退。

## 経歴
- 聖カタリナ学園高 - 早大 - デンソー（2017年〜2020年）

## 日本代表歴
- 2012 U-18アジア選手権
- 2013 U-19世界選手権
- 2017ユニバーシアード